# 채중 (삼국지연의)
채중(蔡中)은 나관중(羅貫中)의 소설 《삼국지연의》의 가공인물이다.

## 행적
형주 자사 유표(劉表)의 부하 채모(蔡瑁)의 종제로, 208년 적벽 대전에서 조조(曹操)가 오(吳)의 주유(周瑜)의 거짓 서신 계략에 빠져 수군도독 채모를 죽이자, 이를 역이용하기 위해 친척인 채화(蔡和)와 함께 손권(孫權)에게 거짓투항한다.
그 후, 채화와 함께 감녕(甘寧), 감택(闞澤), 황개(黃蓋)의 거짓 항복을 믿어버려 그 소식을 조조에게 알렸으며, 전투 전 이것이 발각당하고 감녕과 함께 오림으로 쳐들어갔다가 이를 눈치챈 감녕에게 죽었다.